# 何遷
何遷（1501年—1574年），字懋益，一字益之，號吉陽，湖廣德安守禦千戶所人，官籍，明朝政治人物。

## 生平
師從湛若水。嘉靖元年（1522年）壬午科湖廣鄉試第三十五名舉人，嘉靖二十年（1541年）辛丑科三甲200名進士。授戶部主事，累官南京吏部郎中，三十二年二月升南京光禄寺少卿，三十四年五月升北光禄寺少卿，十一月升太仆寺少卿，三十六年四月升光禄寺卿，三十八任江西巡抚右佥都御史，三十九年四月升都察院右副都御史、总督漕运，四十年四月升南京刑部右侍郎，嚴嵩倒台後，四十一年九月被革职閑住。王世贞撰写神道碑。

## 家族
曾祖父何洪，副千戶；祖父何泰，副千戶；父何勳，曾任指揮同知，母張氏；繼母朱氏。永感下。弟何远。